# Myrmarachne lugens
Myrmarachne lugens är en spindelart som först beskrevs av Tord Tamerlan Teodor Thorell 1881.  Myrmarachne lugens ingår i släktet Myrmarachne och familjen hoppspindlar. Inga underarter finns listade i Catalogue of Life.